# Мой инсульт был мне наукой. История собственной болезни, рассказанная нейробиологом
Мой инсульт был мне наукой. История собственной болезни, рассказанная нейробиологом (англ. My Stroke of Insight: A Brain Scientistʼs Personal Journey) — книга-бестселлер New York Times, отмеченная наградами, написанная доктором Джилл Болт Тейлор, нейроанатомом, получившей образование в Гарварде. В ней она рассказывает о своём опыте инсульта левого полушария в 1996 году и о том, как человеческий мозг создаёт наше восприятие реальности, а также даёт советы о том, как восстановить собственный мозг изнутри. Книга переведена на 29 языков.

## Критика
Десмонд О’Нил, доктор медицины, пишет в The New England Journal of Medicine, что, хотя отчёт захватывающий и проницательный, он «обременён интерпретацией инсульта через узкую призму функции полушария». Он также утверждает, что советы, которые Тейлор даёт пациентам с инсультом, могут быть не полезными для всех пациентов.
Берт Кейзер, голландский гериатр, рассмотрел книгу и назвал ее «нейрософией», в которой автор рассматривает нейроны мозга как основу религиозного опыта.

## Публикации, издания и статус бестселлера
Книга была первоначально выпущена доктором Тейлор в октябре 2006 года в мягкой обложке через самиздательскую компанию Lulu.com. Затем она была продана Клэр Ферраро в Viking Press, отпечатана Penguin Random House, благодаря аукциону, проведённому трансмедийным агентом доктора Тейлор и адвокатом Эллен Стифлер и опубликована Viking в твёрдом переплете 12 мая 2008 года (ISBN 0670020745).
Издание в твёрдом переплете дебютировало в верхней части списка бестселлеров документальной литературы в твёрдом переплете New York Times. «Мой инсульт был мне наукой» провела шестьдесят три недели в списках бестселлеров New York Times, достигнув четвёртой позиции.
Издание в мягкой обложке было выпущено 26 мая 2009 года компанией Plume (ISBN 0452295548). «Мой инсульт был мне наукой» также доступна в формате электронной книги, крупным шрифтом и как аудиокнига.

## Балет
Балетная труппа Cedar Lake Ballet поставила балет о книге под названием Orbo Novo. Название пьесы взято из отсылки к Северной Америке в 1493 году испанского историка Пьетро Мартире д’Ангьера. Но «новый мир», который исследует Шеркауи, — это современные теории о мозге, а текст, который 17 танцоров говорят в первые моменты 75-минутной работы, взят из «Мой инсульт был мне наукой», сверхъестественного воспоминания нейроанатома Джилл Болт Тейлор. Хореография основана на ответвлениях одной резонансной идеи: двойственности между рациональностью (левое полушарие) и инстинктивными, чувственными реакциями (правое полушарие); между контролем и его отсутствием; между балансом и нестабильностью, одиночеством и обществом. «Танцоры произносили слова Тейлор («Мой дух свободно парил, как большой кит, скользящий по морю безмолвной эйфории»), в то же время они физически воплощали мозговые волны и срабатывающие синапсы, возможно, с кивком в сторону двойной спирали: эластичные растопыренные конечности; чрезмерно изогнутые спины; постоянно волнующиеся туловища». «Orbo Novo» — это юмористический и проницательный взгляд на историю (Тейлор), — сказал танцор Джубал Баттисти. «Это во многом связано с переключением полушарий мозга с левого на правое и с тем, что это показывает».